# 伊万里東府招インターチェンジ
伊万里東府招インターチェンジ（いまりひがしふまねきインターチェンジ）は、佐賀県伊万里市の東部にある西九州自動車道（唐津伊万里道路）のインターチェンジである。

## 道路
- E35 西九州自動車道（唐津伊万里道路）

## 接続する道路
- 国道202号

## 歴史
- 2017年（平成29年）3月24日 : IC名称が（仮称）伊万里東ICから「伊万里東府招IC」に正式決定[1]。
- 2018年（平成30年）3月31日 : 南波多谷口IC - 伊万里東府招IC間開通に伴い、供用開始[2]。

## 隣
E35 西九州自動車道（唐津伊万里道路）
南波多谷口IC - 伊万里東府招IC - 伊万里中IC（予定）